# Водонапірна вежа (Житомир)
Водонапірна вежа — історична споруда на вулиці Косенка,24 (колиня вулиця Пушкінська) у місті Житомирі, споруджена 1898 року. Використовувалась як регулятор тиску води та пожежна оглядова вежа - каланча. 

## Історія

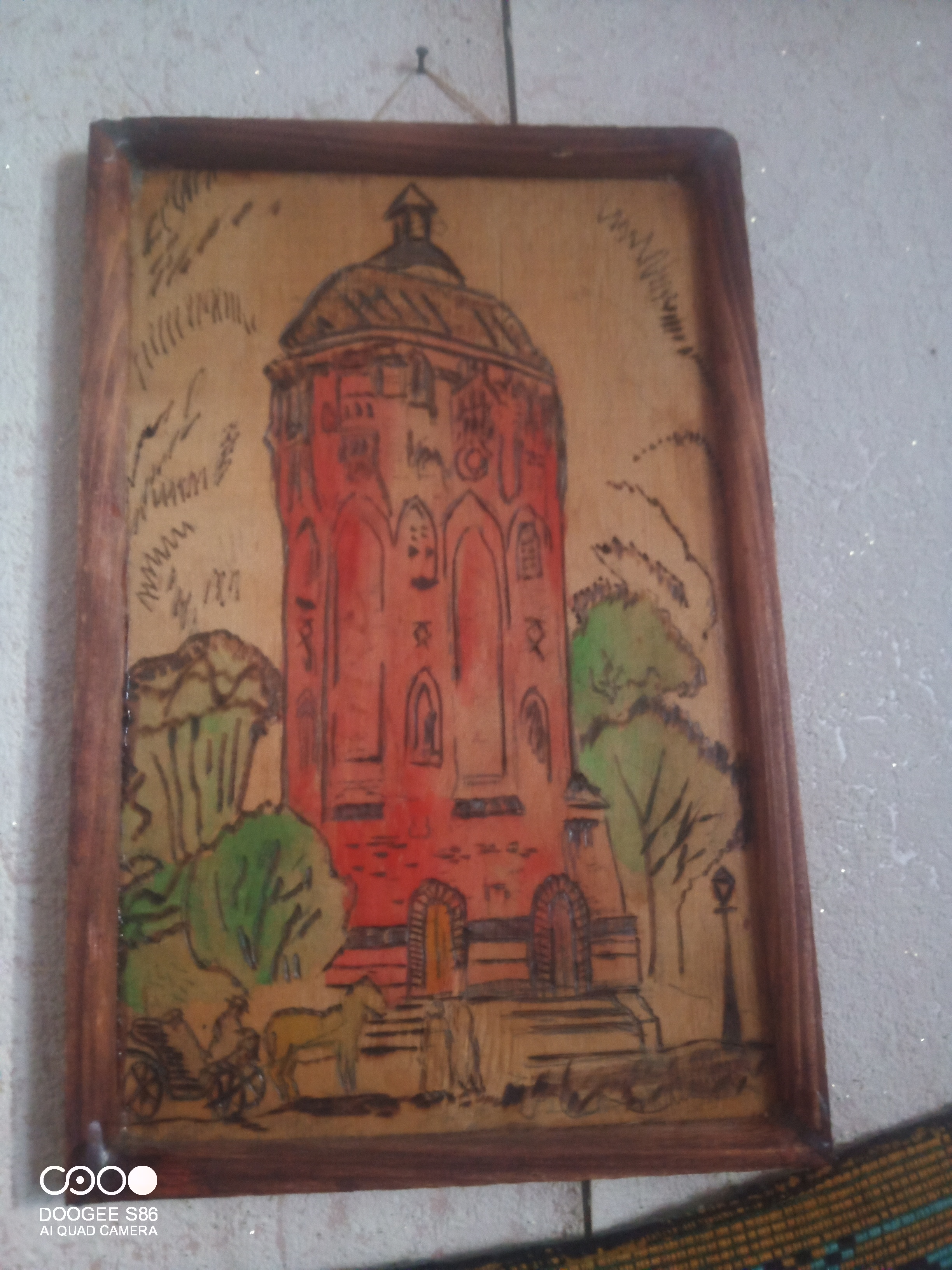
Водонапірна вежа

Незважаючи на те, що у центрі міста Житомира було дві повноводні річки та багато менших рівчаків, озер і струмків на околицях, урвисті береги та гранітні скелі часто ускладнювали процес водозабору. Станом на 1873 рік у місті налічувалось 54 водовози і лиш незначна кількість колодязів - 553. І це в той час, коли населення складало близько 52 тисяч. До того ж, на берегах Кам'янки розміщувались пральні, лазні, шкірзавод, кладовище на Охрімовій горі та й місцеві жителі подекуди зливали нечистоти. Така нестача води і її низька якість призводила до швидкого розростання вогню під час пожеж та спалахів хвороб серед мешканців. 
У 1884 році міська дума ухвалила проект будівництва водогону та кам'яного будинку з системою водозабору та фільтрації. Для його розміщення було обрано одну із найвищих точок міста на Театральній площі. Будівництвом зайнялась інженерна фірма Петра Станіславовича Држевецького та Езьоранського із Варшави.
Перший камінь у фундамент водонапірної башти та водонасосної станції на березі Тетерева (зараз це вулиця Набережна під Скелями) закладено у серпні 1895 року. Офіційне відкриття 31-метрової башти за проектом житомирян Арнольда Карловича Єнша та Мечислава Лібровича відбулось 27 грудня 1898 року, свою роботу розпочала з 9 січня 1899 року.
Споруда виконана в стилі модерн. Фасад прикрашають чотири оригінальні ковані елементи. У верхній частині розміщені два накопичувальні баки об'ємом по 100 кубів, тому на висоті 20 метрів по кутах вежа конструктивно підсилена контрфорсами. На даху розмістилась невелика будка - наглядовий майданчик з прожектором, на якому чергові подавали знак про пожежу пожежній частині та жителям, щоб на цей час не користувались водою. Водогін був пристосований для гасіння пожеж: через кожні 60 сажнів на трубах стояв пожежний кран.
Під час війни вежа також виконувала роль пункту спостереження протиповітряної оборони. 
З 1963 року стара башта перестала виконувати свої основні функції. У 1983 році була реконструйована за проектом Андрія Пасічника під кафе "Ювілейне". І лиш з 1988 року знову повернена водоканалу.
Статус пам'ятки архітектури місцевого значення має рішенням Житомирської обласної державної адміністрації від 1996 року.
З травня 2020 року розпочалися безкоштовні екскурсії по будівлі, які проводить Аліна Кундіч. Планують провести реконструкцію будівлі.[]

### Галерея

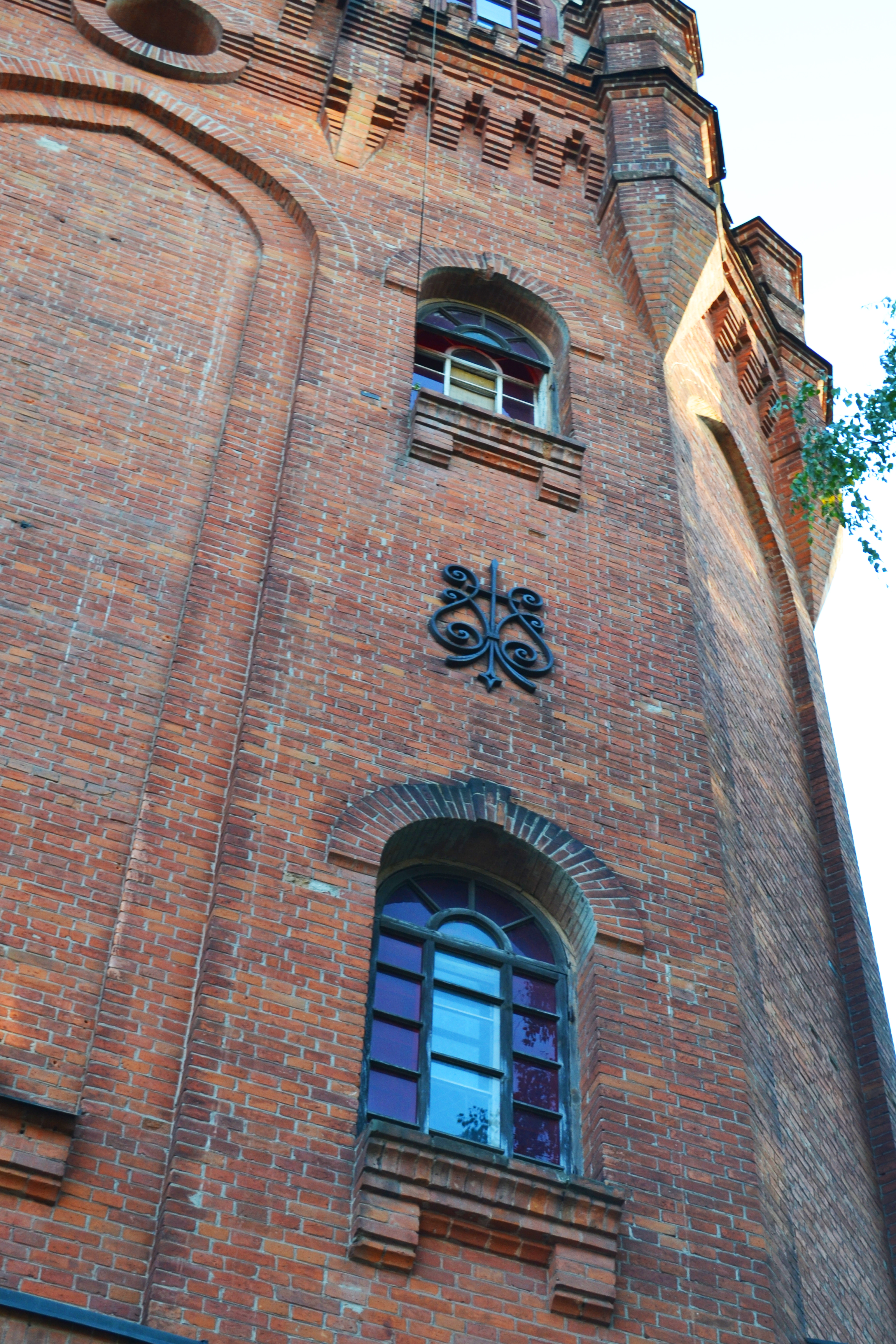